# Nisidorcas
La nisidorcade (gen. Nisidorcas) è un mammifero artiodattilo estinto, appartenente ai bovidi. Visse nel Miocene superiore (Turoliano, circa 8 - 6 milioni di anni fa) e i suoi resti fossili sono stati ritrovati in Asia e in Europa. 

## Descrizione
Questo animale era molto simile a un'attuale gazzella, e il suo peso doveva aggirarsi sui 10  - 15 chilogrammi. Il cranio era dotato di corna divergenti e poco spiralate, e di una dentatura con molari a corona relativamente alta (mesodonte). Le zampe, al contrario delle forme attuali, erano piuttosto corte.

## Classificazione
Nisidorcas fa parte di una radiazione evolutiva di antilopi dalle corna spiralate che, nel corso del Turoliano, invasero la regione mediterranea, che in quel periodo era caratterizzata da un habitat di boschi aperti e praterie. 
Il genere Nisidorcas venne descritto per la prima volta da Bouvrain nel 1979, per accogliere la specie Antilope planicornis, descritta da Pilgrim nel 1939 sulla base di resti ritrovati nell'isola di Perim (India) e chiaramente non riferibili al genere Antilope. Venne quindi istituita la specie Nisidorcas planicornis, rinvenuta poi anche in Grecia. Un'altra specie basata su resti rinvenuti in Turchia (Antilospira incarinatus) venne in seguito attribuita a Nisidorcas, sotto il nome di Nisidorcas incarinata. 
Tra le altre forme simili diffuse nel Turoliano, si ricordano Oioceros, Ouzoceros, Prostrepsiceros e Samotragus.

## Paleoecologia
I denti di Nisidorcas indicano che questo animale poteva nutrirsi di una quantità di materia vegetale, che andava dall'erba alle foglie dure. Le zampe sottolineano come Nisidorcas non fosse particolarmente adattato alla corsa veloce e al salto; questa antilope abitava il sottobosco secco e le pianure aperte.